# Meleagros (mytologi)

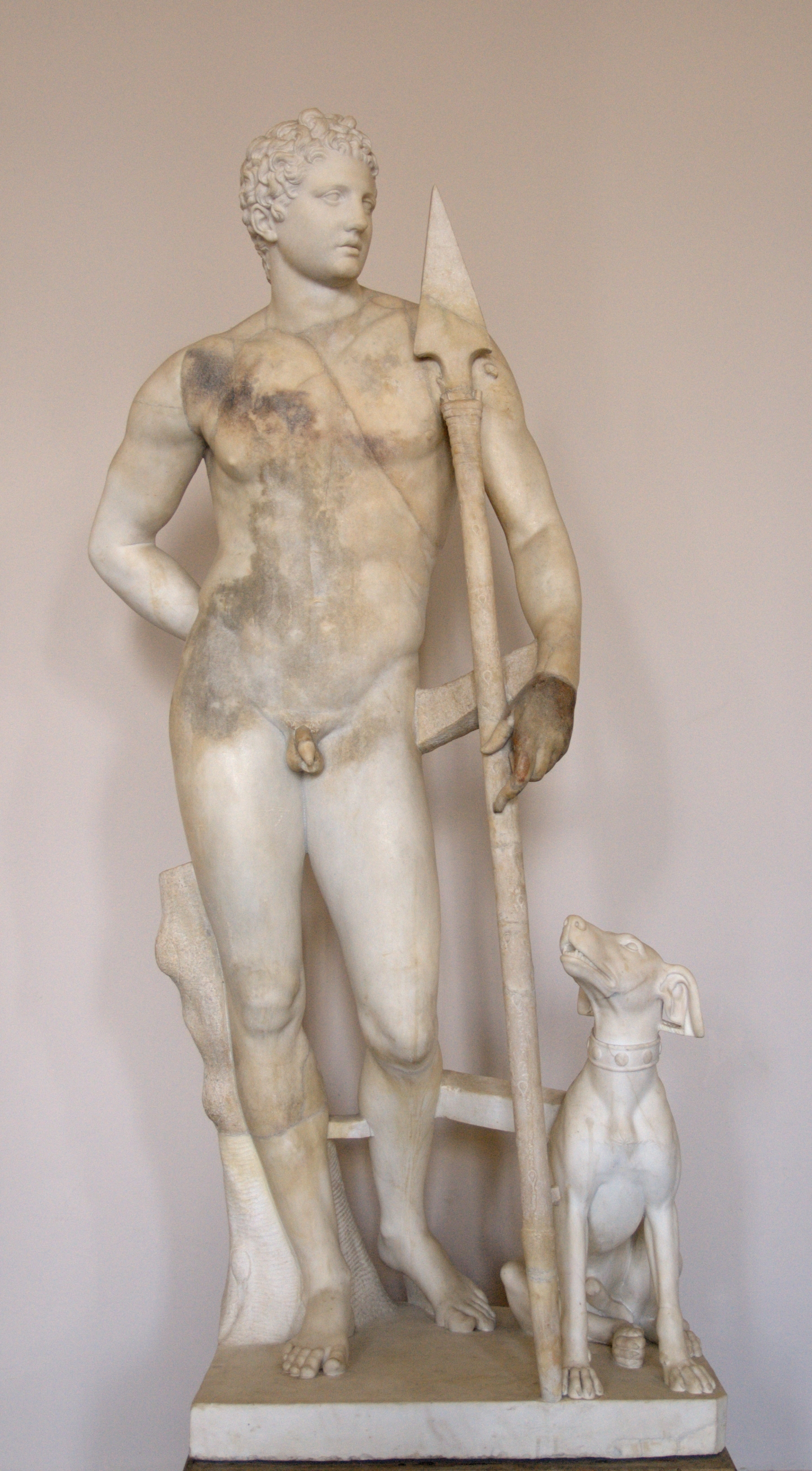
Kopia av staty över Meleagros, originalet troligtvis från Skopas, Pergamonmuseet, Berlin

Meleagros var enligt grekisk mytologi en forngrekisk sagohjälte, son till sagokungen Oineus i Aitolien och hans drottning Althaia.
Historien om Meleagros (som i många hänseenden liknar Akillessagan) existerar i två olika former. Båda berättelserna har en sak gemensamt: jakten efter den kalydoniska galten beskrivs som Meleagros främsta bedrift, men den orsakade även hans död. Enligt Homeros hade Oineus gjort ett stort offer till alla gudar, men uteslutit Artemis. Hon hämnades genom att skicka en fruktansvärd vildgalt, som förstörde fälten och vingårdarna runt staden Kalydon. Meleagros samlade dåtidens främsta hjältar för att jaga odjuret, som de också fällde. När segerbytet (galtens huvud och hud) skulle delas såg Artemis till att ett gräl uppstod mellan aitolerna och kureterna. Båda grupperna hade deltagit i striden och ansåg att segerbytet borde tillfalla deras respektive folkslag.
Så länge som Meleagros kämpade på aitolernas sida hade de övertaget, men Meleagros drog sig ur striden när han av misstag dödade sin morbror. Morbroderns död gjorde att Meleagros mor lade en förbannelse över honom. Han återkom till striden och aitolernas sida efter att hans fru Kleopatra lyckats övertala honom; staden var då nära erövring. Kureternas skaror flydde, men hans mors förbannelse slog in och han återvände aldrig från striden.
I den andra, yngre versionen av sagan förutser ödets gudinnor redan vid Meleagros födsel att han kommer att dö, när vedträet som då brann i husets eldhärd hade förbrunnit. Althaia skyndade sig då att ta vara på vedträet och gömde det i en kista. På så sätt räddades Meleagros liv, och han växte upp till att bli en hjälte. Efter den kalydoniska jakten gav han galtens hud till Atalante, som han älskade. Meleagros morbröder blev upprörda över att priset tillföll en kvinna och tog bytet från henne, varpå Meleagros dödade dem. Althaia reagerade så hårt på händelsen att hon tog fram vedträet och kastade det i eldhärden; det förbrann och Meleagros dog omedelbart. När Althaia sedan insåg vad hon hade gjort hängde hon sig.